# Агломерації Орегону

## Агломерації Орегону
Найбільшою агломерацією є Портландська, що лежить на північному заході Орегону й південному сході штату Вашингтон.

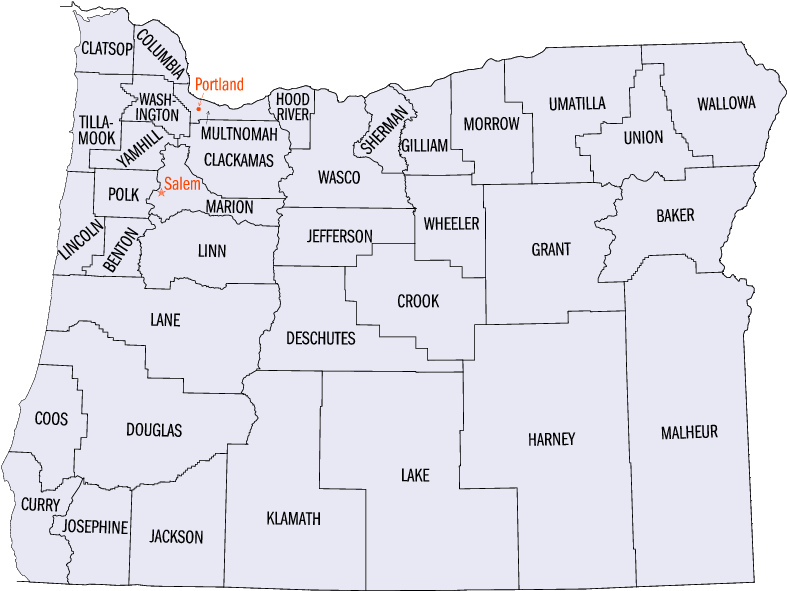
Адміністративний поділ штату — округи Орегону

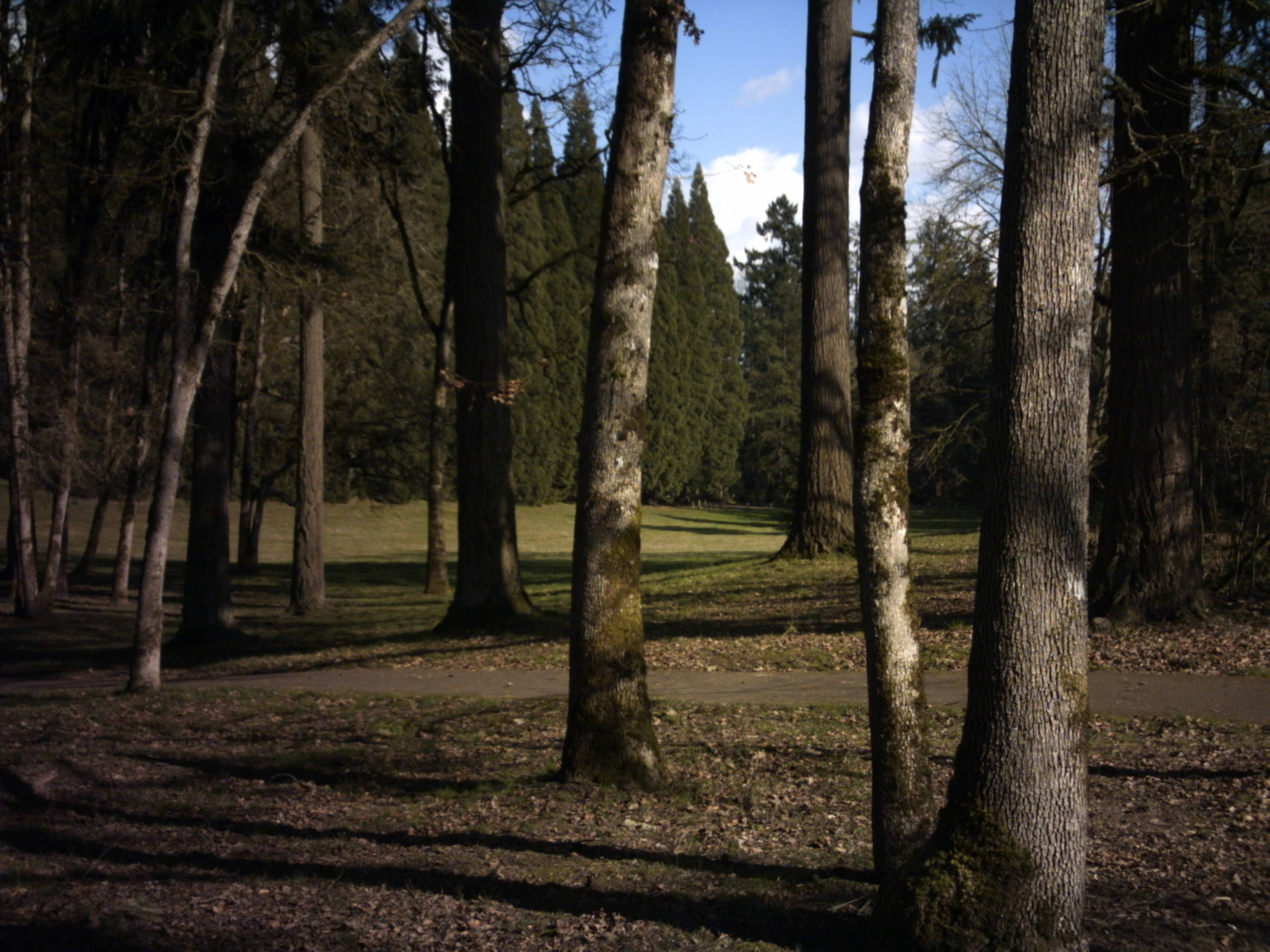
Ліс в природному парку Шампоєг на річці Віламетт між Портлендом і Сейлемом; недалеко село, засноване французькими колоністами

| №  | Агломерація                | Населення, тис. мешканців (2015) | Чисельність українців (2000) | Округи                                                                                |
| -- | -------------------------- | -------------------------------- | ---------------------------- | ------------------------------------------------------------------------------------- |
| 1  | Портланд-Ванкувер-Бівертон | 2389.2                           | 14 317                       | Мултнома, Клакамас, Вашингтон, Колумбія, Ямгілл (Орегон); Кларк, Скаманія (Вашингтон) |
| 2  | Сейлем                     | 410.1                            | 1 456                        | Маріон, Полк                                                                          |
| 3  | Юджин-Спрінгфілд           | 362.9                            | 1 046                        | Лейн                                                                                  |
| 4  | Медфорд                    | 212.6                            | 240                          | Джексон                                                                               |
| 5  | Роузбург                   | 107.7                            | 209                          | Дуглас                                                                                |
| 6  | Бенд                       | 175.3                            | 196                          | Дешут                                                                                 |
| 7  | Олбані-Лебанон             | 103,1                            | 178                          | Линн                                                                                  |
| 8  | Корвалліс                  | 87.6                             | 141                          | Бентон                                                                                |
| 9  | Кламат-Фоллс               | 66.0                             | 98                           | Кламат                                                                                |
| 10 | Грантс-Пасс                | 84.7                             | 80                           | Джозефін                                                                              |
| 11 | Асторія                    | 37.8                             | 69                           | Клатсоп                                                                               |
| 12 | Хермістон-Пендлтон         | 87.7                             | 66                           | Уматила, Мороу                                                                        |
| 13 | Зе-Даллес                  | 25.8                             | 43                           | Васко                                                                                 |
| 14 | Ла-Гранде                  | 25.8                             | 35                           | Юніон                                                                                 |
| 15 | Брукінгс                   | 22.5                             | 39                           | Кьюрри                                                                                |
| 16 | Кус-Бей                    | 63.1                             | 32                           | Кус                                                                                   |
| 17 | Худ-Рівер                  | 23.1                             | 21                           | Худ Рівер                                                                             |
| 18 | Прайнвілл                  | 21.6                             | 20                           | Джеферсон                                                                             |
| 19 | Онтаріо (Орегон)           | 53.3                             | 18                           | Малґіор                                                                               |

## Конурбації Орегон
В Оригоні американський уряд визначає 4 конурбації. 
| № | Конурбація               | Населення тисяч осіб (2015 рік) | Склад |
| - | ------------------------ | ------------------------------- | --- |
| 1 | Портланд-Ванкувер-Сейлем | 3110,9                          | Портландська метрополія, Сейлемська метрополія, метрополія Олбані, метрополія Корваллиса, метрополія Лонгвью |
| 2 | Бойсі-Моунтен-Хоум       | 756,1                           | метрополія Бойсі, мікрополія Онтаріо, мікрополія Маунт-Хоум                                                  |
| 3 | Медфорд-Грантс-Пасс      | 297,3                           | Медфордська метрополія, Грант-Пасська метрополія                                                             |
| 4 | Бенд-Редмонд-Прайнвілл   | 196,9                           | Бендська метрополія, Прайнвілльська мікрополія                                                               |

Центр Бойсійської конурбації знаходиться у Айдахо, проте західна частина конурбації лежить у Оригоні, що є мікрополіїю Онтаріо.